# Bactrocera alampeta
Bactrocera alampeta är en tvåvingeart som beskrevs av Drew 1989. Bactrocera alampeta ingår i släktet Bactrocera och familjen borrflugor. Inga underarter finns listade.